# Petunia scheideana
Petunia scheideana ist eine Pflanzenart aus der Gattung Petunien (Petunia) in der Familie der Nachtschattengewächse (Solanaceae).

## Beschreibung
Petunia scheideana ist eine krautige Pflanze, deren feine, vielzählige Stängel aufrecht bis kriechend wachsen und auseinanderstreben. Sie können unverzweigt oder verzweigt sein und werden bis zu 70 cm lang. An der Basis sind sie spärlich gelb-grün behaart, ansonsten unbehaart. Die Laubblätter haben 1 cm lange Blütenstiele, die Blattspreiten sind eiförmig bis lanzettlich, an der Basis spitz zulaufend. Sie werden 45 mm lang und 20 mm breit und sind häutig. Der Blattrand ist bewimpert und nur in Ausnahmefällen unbehaart. 
Die Blüten stehen an bis zu 11 cm langen Blütenstielen, die sich nach der Blüte nicht zurückbiegen. Der Kelch ist 10 bis 17 mm lang und bis nahezu zur Basis in linealische, leicht auseinanderstehende Zipfel mit runder Spitze geteilt. Die Krone ist rot-purpurn, im Inneren befindet sich ein weißer Stern. Die Kronröhre ist breit umgekehrt konisch, 20 mm lang und in etwa genauso breit. Die Kronlappen sind umgekehrt eiförmig, breit gerundet und 25 mm lang. Die Staubblätter sind etwa 18 mm lang. Die Narbe ist leicht zweigelappt und an der Spitze abgerundet.
Die Chromosomenzahl beträgt 2n = 14.

## Verbreitung
Die Art ist in Brasilien verbreitet.